# 1387
Cette page concerne l'année 1387  du calendrier julien. Pour l'année 1387 av. J.-C., voir 1387 av. J.-C.
L'année 1387 est une année commune qui commence un mardi.

## Événements
- Printemps : raid du khan de la Horde d'or Tokhtamysh contre Tamerlan. Il passe le passage de Derbent et entre en Azerbaïdjan. D'abord victorieux au nord de la Koura, il est rejeté grâce à l'intervention du fils de Tamerlan Miran Shah[1].
- Juillet : les troupes ming passent la rivière Liao[2]. La Chine est entièrement conquise par l'empereur ming Hongwu[3].
- 22 août[4] : le sultan de Delhi Firuz est contraint d'abdiquer par son fils Muhammad, qui doit fuir devant une révolte servile[5].
- Octobre : Tamerlan prend Ispahan[6],
- 17 novembre[7] : massacre d'Ispahan en Perse à la suite d'une rébellion contre Tamerlan.
- Décembre[8] : Tamerlan prend Chiraz. Il dicte ses volontés à la Perse et à l’Irak (1387-1401).

- Rébellion musulmane dans le Gujarat en Inde[9].

### Europe
- 1er janvier : début du règne de Charles III le Noble (1361-1425), roi de Navarre[10].
- 5 janvier : début du règne de Jean Ier, roi d’Aragon (fin en 1395). Alliance de l’Aragon avec le pape d’Avignon[10].
- 9 janvier : Venise annexe Corfou qui reçoit une charte communale[11].

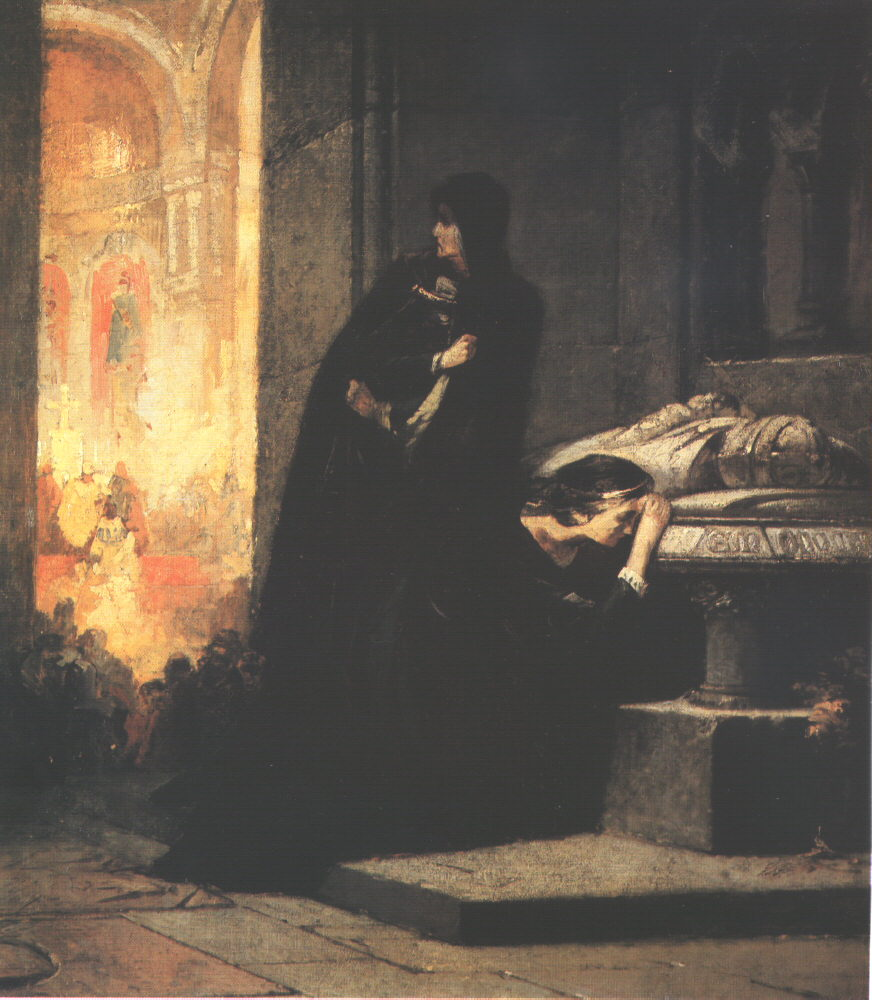
16 janvier : mort d'Élisabeth de Bosnie, toile d'Alexander von Liezen-Mayer, 1862

- 16 janvier : révolte des nobles au sud de la Hongrie. La reine Marie voit sa mère Élisabeth de Bosnie tuée sous ses yeux. Elle est retenue prisonnière[12].
- 11 février : Jean Ier de Portugal épouse une princesse anglaise, Philippa de Lancastre, fille du duc de Lancastre, Jean de Gand.
- 20 février : la Lituanie devient catholique. Jagellon fait administrer le baptême à son peuple. Il accorde aux boyards un privilège dans lequel il leur promet les mêmes libertés dont jouit la noblesse polonaise[13].
  - Création de l'évêché catholique de Vilno, dépendant de l’archevêché de Gniezno en ce qui concerne la conversion à la foi latine des Lituaniens encore païens et des habitants du pays rus orthodoxe, au sud de Minsk et de Briansk, qui relève de l’évêché orthodoxe de Halicz, en Ruthénie polonaise.
- 11 mars : Victoire de Padoue sur les troupes de Vérone à la bataille de Castagnaro[14].
- 8 avril : Louis d'Orléans épouse Valentine Visconti par procuration[15].
- 9 avril : la ville de Thessalonique est prise par les Turcs Ottomans après un siège de quatre ans[16].
- 19 avril : alliance entre le seigneur de Padoue Francesco da Carrara et Jean Galéas Visconti de Milan contre les Della Scala de Vérone[14].
- 29 avril : les troupes de Ladislas II Jagellon battent près de Mstsislaw le prince Sviatoslaf de Smolensk, qui est tué. Il avait pris part à la révolte du prince Andrei de Polotsk, frère de Jagellon[17].
- 4 juin : la reine Marie de Hongrie, retenue prisonnière en Dalmatie, est libérée par les Vénitiens alliés de son époux Sigismond de Luxembourg, à qui elle abandonne le pouvoir[10]. Le nouveau roi se retrouve l’otage de l’oligarchie, qui malgré ses divisions s’est constituée en ligue et arrogé tous les pouvoirs, y compris sa prédominance à la Diète et sa tutelle sur le souverain. À la tête de la ligue se trouve l’évêque d’Esztergom, János Kanizsai, chancelier, et István Lackfi. Elle se constitue en véritable gouvernement et débarrasse Sigismond d’un complot des magnats rebelles de Slavonie.
  - Pour accéder au trône de Hongrie, Sigismond de Luxembourg a dû emprunter à sa famille 565 263 florins or[18]. Il remboursera sa dette par une série d’opérations financières qui aboutiront à la cession du Brandebourg à Frédéric de Hohenzollern en 1415.
- 1er juillet[19] : Othon de Brunswick, qui a adopté le parti de Louis II d'Anjou prend Naples à la faveur d'une révolution conduite par Thomas de San Severino[20]. Deux galères arrivent de Provence le 7 juillet pour payer la solde des troupes et Ladislas, sa mère et le gonfalonier Raymond des Ursins doivent se réfugier à Gaète.
- 3 août : à la mort de son fils Oluf, Margrethe Valdemarsdotter désigne comme héritier son neveu Éric de Poméranie. Elle est saluée comme « dame et maîtresse » des deux royaumes, Danemark et Norvège[21].
- 26 septembre : le prince de Moldavie Pierre Ier prête serment de fidélité au roi de Pologne-Lituanie Ladislas II Jagellon.
- 18 octobre : les Visconti de Milan prennent les cités-États de Vérone et de Vicence à la famille Della Scala[22].
- 21 octobre : le comte de Provence Louis II d'Anjou et sa mère la régente Marie de Blois entrent dans Aix-en-Provence. Draguignan, Fréjus, Saint-Raphaël et Tarascon se rallient, puis Toulon et Hyères en mars 1388. Fin la guerre de l'Union d'Aix[23].
- 19 novembre : Jean Grimaldi, seigneur de Beuil est nommé gouverneur du pays de Nice puis de Provence[24].
- 27 novembre : le duc de Bavière Frédéric fait prisonnier l'archevêque de Salzbourg pour qu'il renonce à son alliance avec la ligue de Souabe, ce qui relance le conflit entre les princes et les villes de Souabe (fin en 1389)[25].

- Les Polonais s’emparent définitivement de la Galicie après leur victoire sur les Hongrois[26].
- Le duché d'Athènes passe aux mains d’une maison florentine, les Acciaiuoli.
- Au col de Sett (Pass da Sett ou Septimerpass), aménagement de la première route carrossable à travers un col des Alpes[27].
- Rédaction du Statut maritime d’Ancône[28].
- Affaire de la rue des Marmousets à Paris[29].